# 電離放射線障害防止規則
電離放射線障害防止規則（でんりほうしゃせんしょうがいぼうしきそく、昭和47年9月30日労働省令第41号）は、電離放射線防止の安全基準を定めた厚生労働省令である。
労働安全衛生法に基づき定められたものである。
本規則は次のような構成になっている。
- 第1章 総則（第1条・第2条）
- 第2章 管理区域並びに線量の限度及び測定（第3条―第9条）
- 第3章 外部放射線の防護（第10条―第21条）
- 第4章 汚染の防止（第22条―第41条の2）
- 第4章の2 特別な作業の管理（第41条の3・第41条の4）
- 第5章 緊急措置（第42条―第45条）
- 第6章 エツクス線作業主任者及びガンマ線透過写真撮影作業主任者（第46条―第52条の4の5）
- 第6章の2 特別の教育（第52条の5―第52条の7）
- 第7章 作業環境測定（第53条―第55条）
- 第8章 健康診断（第56条―第59条）
- 第9章 雑則（第60条―第62条）
- 附則

## 健康診断
事業者は、放射線業務に常時従事する労働者で管理区域に立ち入るものに対し、雇入れ又は当該業務に配置替えの際及びその後六月以内ごとに一回、定期に、次の項目について医師による健康診断を行わなければならない（第五十六条）。
- 被ばく歴の有無（被ばく歴を有する者については、作業の場所、内容及び期間、放射線障害の有無、自覚症状の有無その他放射線による被ばくに関する事項）の調査及びその評価
- 白血球数及び白血球百分率の検査
- 赤血球数の検査及び血色素量又はヘマトクリット値の検査
- 白内障に関する眼の検査
- 皮膚の検査

事業者は、緊急作業に係る業務に従事する放射線業務従事者に対し、当該業務に配置替えの後一月以内ごとに一回、定期に、及び当該業務から他の業務に配置替えの際又は当該労働者が離職する際、次の項目について医師による健康診断を行わなければならない（第五十六条の二）。
- 自覚症状及び他覚症状の有無の検査
- 白血球数及び白血球百分率の検査
- 赤血球数の検査及び血色素量又はヘマトクリット値の検査
- 甲状腺刺激ホルモン、遊離トリヨードサイロニン及び遊離サイロキシンの検査
- 白内障に関する眼の検査
- 皮膚の検査